# Огнівщина
Огні́вщина — парк-пам'ятка садово-паркового мистецтва місцевого значення в Україні. Об'єкт природно-заповідного фонду Сумської області. 

## Розташування
Урочище «Огнівщина» розташоване в місті Ромни, на розі вулиць Горького та Гетьмана Мазепи, в районі Роменського коледжу СНАУ.

## Загальна характеристика
Площа урочища «Огнівщина» — 43 га. Статус парку-пам'ятки садово-паркового мистецтва  присвоєно 1972 року. Заповідну територію включено до природно-заповідного фонду України, який зберігається як національне надбання і є складовою частиною світової системи природних територій та об’єктів, що перебувають під особливою охороною. Пам'ятка перебуває у віданні Головного управління міського господарства.
Іноді парк називають на російський манер — «Роща». Тут містяться природні джерела, які живлять штучне озеро. Заповідна територія включає в себе понад 30 видів рослин і таку ж кількість видів тварин. Територія  перебуває під контролем та охороною Роменського аграрного коледжу, який розташований на території парку. 
«Огнівщина» має науково-пізнавальне, оздоровче, санітарно-гігієнічне значення, є  місцем відпочинку для жителів міста. Щороку парк відвідує близько 15 тисяч роменців. 

## Зображення

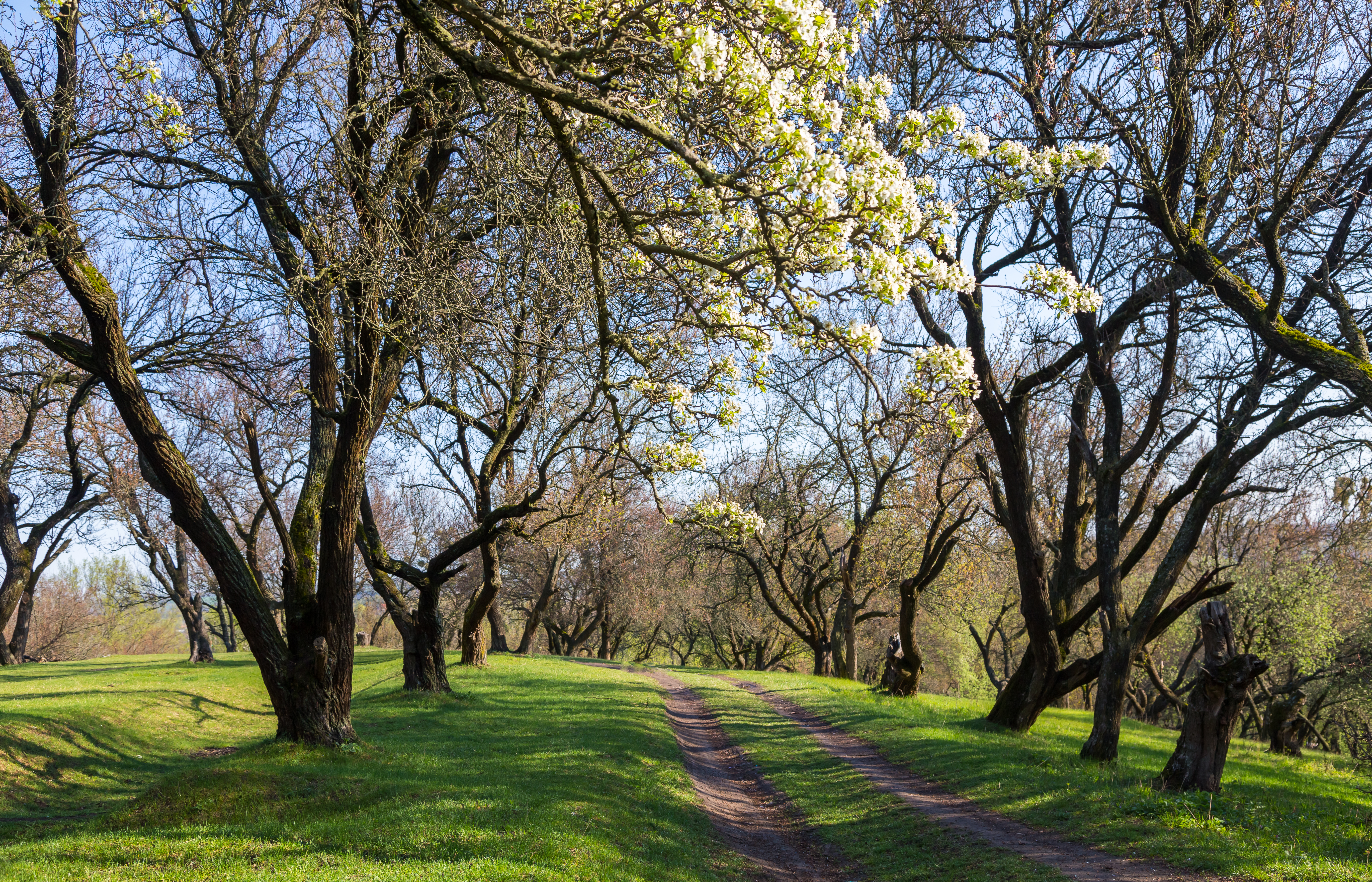
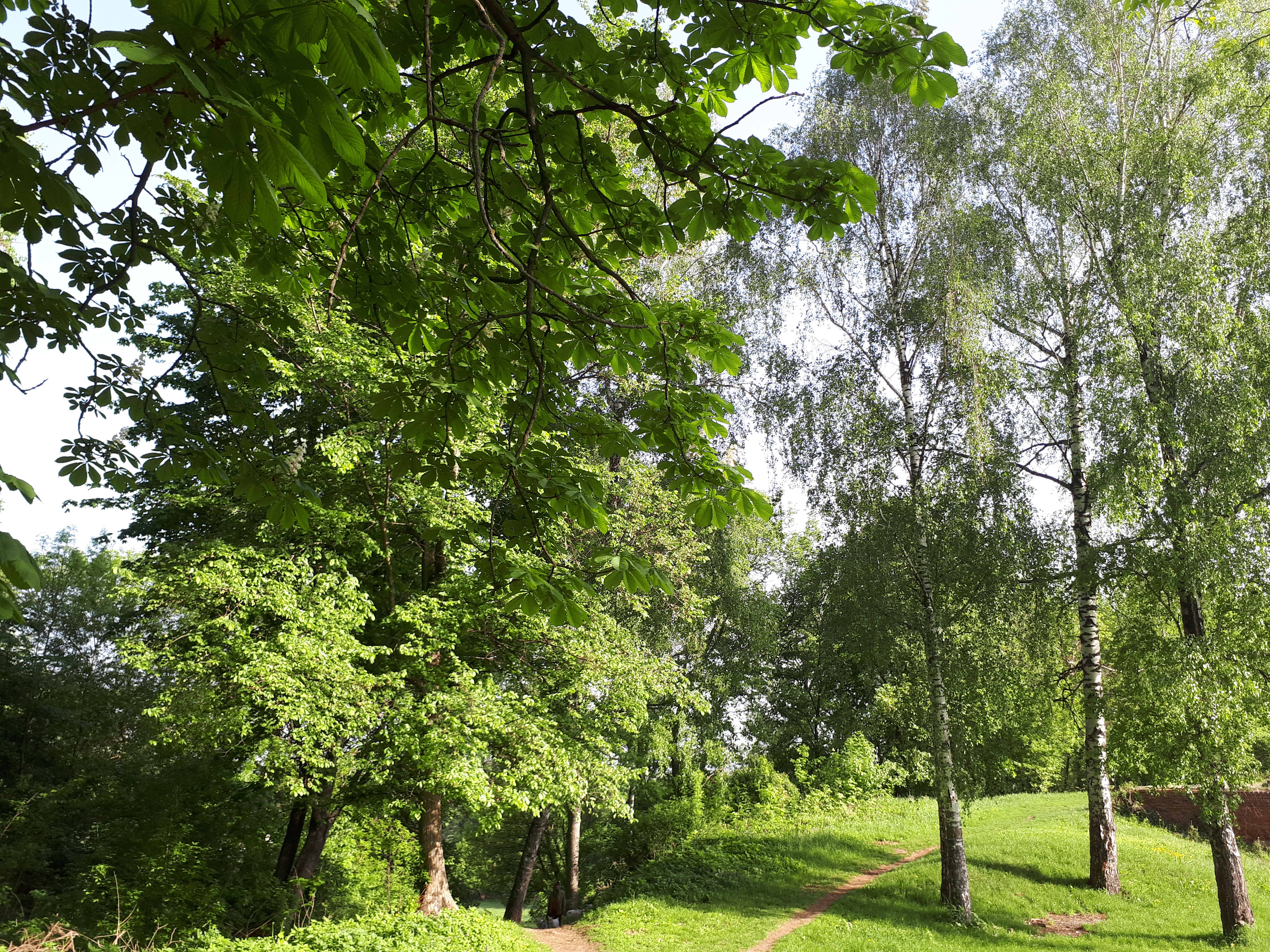
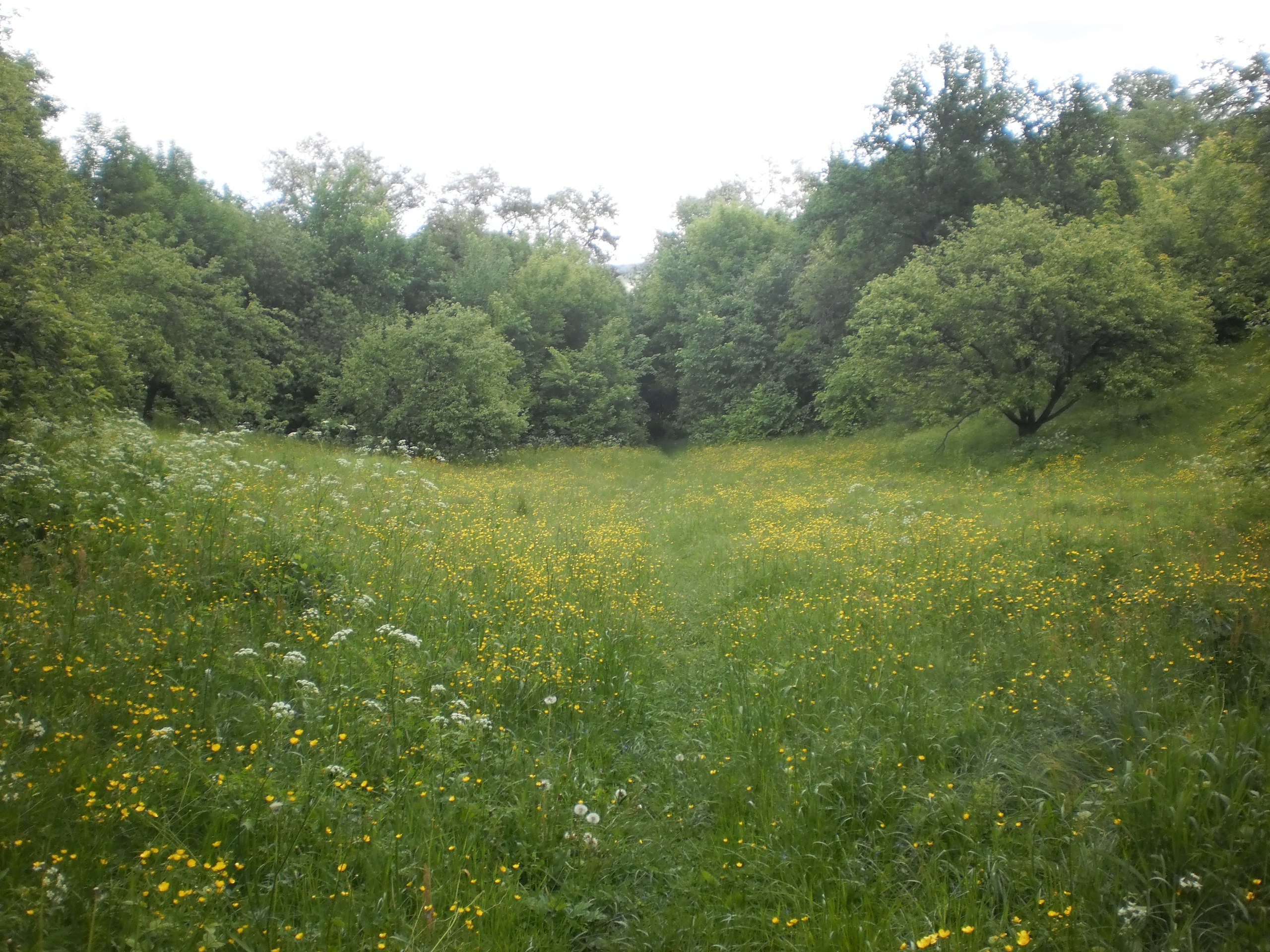

## Історія парку
Парк закладено наприкінці ХІХ століття на місці старого дубово-кленового пралісу. Прогулюючись алеями старого парку, можна бачити дуби, яким понад 100 років. 
Через відсутність належного утримання та фінансування втрачається унікальна ландшафтна композиція, історична планувальна структура, всихають вікові дерева. Сумський національний аграрний університет виступив ініціатором відновлення унікальної спадщини Сумщини. Разом із мерією міста Ромни та Роменським коледжем СНАУ сумські студенти зробили перші кроки з розробки «Проекту утримання та реконструкції парку пам'ятки садово-паркового мистецтва місцевого значення «Огнівщина».